# Championnat de Roumanie féminin de handball
Le championnat de Roumanie féminin de handball, ou Liga Națională, est le plus haut niveau des clubs féminins de handball en Roumanie.
Avec 20 titres remportés entre 1989 et 2019, le SCM Râmnicu Vâlcea est le club le plus titré devant l'Universitatea Știința Timișoara et ses 10 championnats remportés entre 1964 et 1978. Vainqueur en 2025 de son huitième titre en onze saisons, le CSM Bucarest est le meilleur club roumain actuellement.

## Palmarès
| Saison       | Champion                                         | Finaliste                                        | Troisième                                        |
| ------------ | ------------------------------------------------ | ------------------------------------------------ | ------------------------------------------------ |
| 1958–59      | Progresul Bucarest (1)                           | Olimpia Bucarest (1)                             | Tractorul Brașov (1)                             |
| 1959–60      | Știința Bucarest (1)                             | Rapid Bucarest (1)                               | Știința Timișoara (1)                            |
| 1960–61      | Rapid Bucarest (1)                               | Știința Timișoara (1)                            | Știința Bucarest (1)                             |
| 1961–62      | Rapid Bucarest (2)                               | Știința Bucarest (1)                             | Tractorul Brașov (2)                             |
| 1962–63      | Rapid Bucarest (3)                               | Știința Timișoara (2)                            | CSM Sibiu (1)                                    |
| 1963–64      | Știința Timișoara (1)                            | Rapid Bucarest (2)                               | Știința Bucarest (2)                             |
| 1964–65      | Știința Bucarest (2)                             | Știința Timișoara (3)                            | Rapid Bucarest (1)                               |
| 1965–66      | Universitatea Știința Timișoara (2)              | Rapid Bucarest (3)                               | Mureșul Târgu Mureș (1)                          |
| 1966–67      | Rapid Bucarest (4)                               | Universitatea Timișoara (4)                      | Universitatea Bucarest (3)                       |
| 1967–68      | Universitatea Timișoara (3)                      | Universitatea Bucarest (2)                       | Rapid Bucarest (2)                               |
| 1968–69      | Universitatea Timișoara (4)                      | Rapid Bucarest (4)                               | Confecția Bucarest (1)                           |
| 1969–70      | Universitatea Timișoara (5)                      | Universitatea Bucarest (3)                       | Confecția Bucarest (2)                           |
| 1970–71      | Universitatea Bucarest (3)                       | Universitatea Timișoara (5)                      | IEFS Bucarest (1)                                |
| 1971–72      | Universitatea Timișoara (6)                      | Universitatea Bucarest (4)                       | IEFS Bucarest (2)                                |
| 1972–73      | IEFS Bucarest (1)                                | Universitatea Timișoara (6)                      | Universitatea Bucarest (4)                       |
| 1973–74      | IEFS Bucarest (2)                                | Universitatea Timișoara (7)                      | Textila Buhuși (1)                               |
| 1974–75      | Universitatea Timișoara (7)                      | Universitatea Bucarest (5)                       | Progresul Bucarest (1)                           |
| 1975–76      | Universitatea Timișoara (8)                      | Progresul Bucarest (1)                           | Voința Odorhei (1)                               |
| 1976–77      | Universitatea Timișoara (9)                      | IEFS Bucarest (1)                                | Universitatea Bucarest (5)                       |
| 1977–78      | Universitatea Timișoara (10)                     | Hidrotehnica Constanța (1)                       | Confecția Bucureşti (3)                          |
| 1978–79      | Știința Bacău (1)                                | Constructorul Baia Mare (1)                      | Hidrotehnica Constanța (1)                       |
| 1979–80      | Știința Bacău (2)                                | Mureșul Târgu Mureș (1)                          | Constructorul Baia Mare (1)                      |
| 1980–81      | Rulmentul Brașov (1)                             | Știința Bacău (1)                                | Mureșul Târgu Mureș (2)                          |
| 1981–82      | Știința Bacău (3)                                | Progresul Bucarest (2)                           | Universitatea Timișoara (2)                      |
| 1982–83      | Știința Bacău (4)                                | Chimistul Râmnicu Vâlcea (1)                     | Rulmentul Brașov (1)                             |
| 1983–84      | Știința Bacău (5)                                | Rulmentul Brașov (1)                             | Chimistul Râmnicu Vâlcea (1)                     |
| 1984–85      | Știința Bacău (6)                                | Chimistul Râmnicu Vâlcea (2)                     | Hidrotehnica Constanța (2)                       |
| 1985–86      | Știința Bacău (7)                                | Rulmentul Brașov (2)                             | Chimistul Râmnicu Vâlcea (2)                     |
| 1986–87      | Știința Bacău (8)                                | Mureșul Târgu Mureș (2)                          | Rulmentul Brașov (2)                             |
| 1987–88      | Mureșul Târgu Mureș (1)                          | Știința Bacău (2)                                | Chimistul Râmnicu Vâlcea (3)                     |
| 1988–89      | Chimistul Râmnicu Vâlcea (1)                     | Mureșul Târgu Mureș (3)                          | Știința Bacău (1)                                |
| 1989–90      | Chimistul Râmnicu Vâlcea (2)                     | Știința Bacău (3)                                | Textila Zalău (1)                                |
| 1990–91      | Chimistul Râmnicu Vâlcea (3)                     | Știința Bacău (4)                                | Textila Zalău (2)                                |
| 1991–92      | Știința Bacău (9)                                | Chimistul Râmnicu Vâlcea (3)                     | Rapid Bucarest (3)                               |
| 1992–93      | Chimistul Râmnicu Vâlcea (4)                     | Rapid Bucarest (5)                               | HC Aura Iași (1)                                 |
| 1993–94      | Chimistul Râmnicu Vâlcea (5)                     | Silcotub Zalău (1)                               | Rapid Bucarest (4)                               |
| 1994–95      | Oltchim Râmnicu Vâlcea (6)                       | Rapid Bucarest (6)                               | Silcotub Zalău (3)                               |
| 1995–96      | Oltchim Râmnicu Vâlcea (7)                       | Silcotub Zalău (2)                               | Sidex Galați (1)                                 |
| 1996–97      | Oltchim Râmnicu Vâlcea (8)                       | Silcotub Zalău (3)                               | Sidex Galați (2)                                 |
| 1997–98      | Oltchim Râmnicu Vâlcea (9)                       | Silcotub Zalău (4)                               | Univ. Ursus Cluj-Napoca (1)                      |
| 1998–99      | Oltchim Râmnicu Vâlcea (10)                      | Silcotub Zalău (5)                               | Rapid Bucarest (5)                               |
| 1999–00      | Oltchim Râmnicu Vâlcea (11)                      | Silcotub Zalău (6)                               | Rapid Bucarest (6)                               |
| 2000–01      | Silcotub Zalău (1)                               | Oltchim Râmnicu Vâlcea (4)                       | Fibrex Săvinești (1)                             |
| 2001–02      | Oltchim Râmnicu Vâlcea (12)                      | Silcotub Zalău (7)                               | Universitatea Remin Deva (1)                     |
| 2002–03      | Rapid Bucarest (5)                               | Oltchim Râmnicu Vâlcea (5)                       | Universitatea Remin Deva (2)                     |
| 2003–04      | Silcotub Zalău (1)                               | Universitatea Remin Deva (1)                     | Rapid Bucarest (7)                               |
| 2004–05      | Silcotub Zalău (1)                               | Rapid Bucarest (7)                               | Oltchim Râmnicu Vâlcea (4)                       |
| 2005–06      | Rulmentul Brașov (2)                             | Silcotub Zalău (8)                               | Oltchim Râmnicu Vâlcea (5)                       |
| 2006–07      | Oltchim Râmnicu Vâlcea (13)                      | Rulmentul Brașov (3)                             | Univ. Jolidon Cluj-Napoca (2)                    |
| 2007–08      | Oltchim Râmnicu Vâlcea (14)                      | Rulmentul Brașov (4)                             | Oțelul Galați (2)                                |
| 2008–09      | Oltchim Râmnicu Vâlcea (15)                      | Rulmentul Brașov (5)                             | Dunărea Brăila (1)                               |
| 2009–10      | Oltchim Râmnicu Vâlcea (16)                      | Univ. Jolidon Cluj-Napoca (1)                    | Tomis Constanța (1)                              |
| 2010–11      | Oltchim Râmnicu Vâlcea (17)                      | Univ. Jolidon Cluj-Napoca (2)                    | CSM Bucarest (1)                                 |
| 2011–12      | Oltchim Râmnicu Vâlcea (18)                      | Univ. Jolidon Cluj-Napoca (3)                    | HCM Zalău (4)                                    |
| 2012–13      | Oltchim Râmnicu Vâlcea (19)                      | HCM Baia Mare (2)                                | Univ. Jolidon Cluj-Napoca (3)                    |
| 2013–14      | HCM Baia Mare (1)                                | Corona Brașov (6)                                | Dunărea Brăila (2)                               |
| 2014–15      | CSM Bucarest (1)                                 | HCM Baia Mare (3)                                | Corona Brașov (3)                                |
| 2015–16      | CSM Bucarest (2)                                 | Minaur Baia Mare (4)                             | Corona Brașov (4)                                |
| 2016–17      | CSM Bucarest (3)                                 | Dunărea Brăila (1)                               | Handbal Club Zalău (5)                           |
| 2017–18      | CSM Bucarest (4)                                 | SCM Craiova (1)                                  | Măgura Cisnădie (1)                              |
| 2018–19      | SCM Râmnicu Vâlcea (20)                          | CSM Bucarest (1)                                 | Gloria Bistrița (1)                              |
| 2019–20      | Non décerné à cause de la pandémie de Covid-19'. | Non décerné à cause de la pandémie de Covid-19'. | Non décerné à cause de la pandémie de Covid-19'. |
| 2020–21      | CSM Bucarest (5)                                 | Minaur Baia Mare (5)                             | SCM Râmnicu Vâlcea (6)                           |
| 2021–22 (ro) | Rapid Bucarest (6)                               | CSM Bucarest (2)                                 | SCM Râmnicu Vâlcea (7)                           |
| 2022–23 (ro) | CSM Bucarest (6)                                 | Rapid Bucarest (7)                               | Gloria Bistrița (2)                              |
| 2023–24 (ro) | CSM Bucarest (7)                                 | Rapid Bucarest (8)                               | Gloria Bistrița (3)                              |
| 2024–25 (ro) | CSM Bucarest (8)                                 | CSM Corona Brașov (7)                            | Gloria Bistrița (4)                              |

## Bilan par club
| Rang  | Club                            | Titres  | Années |
| ----- | ------------------------------- | ------- | --- |
| 1     | SCM Râmnicu Vâlcea              | 20      | 1989, 1990, 1991, 1993, 1994, 1995, 1996, 1997, 1998, 1999, 2000, 2002, 2007, 2008, 2009, 2010, 2011, 2012, 2013, 2019 |
| 2     | Universitatea Știința Timișoara | 10      | 1964, 1966, 1968, 1969, 1970, 1972, 1975, 1976, 1977, 1978                                                             |
| 3     | Știința Bacău                   | 9       | 1979, 1980, 1982, 1983, 1984, 1985, 1986, 1987, 1992                                                                   |
| 4     | CSM Bucarest                    | 8       | 2015, 2016, 2017, 2018, 2021, 2023, 2024, 2025                                                                         |
| 5     | Rapid Bucarest                  | 6       | 1961, 1962, 1963, 1967, 2003, 2022                                                                                     |
| 6     | Silcotub Zalău                  | 3       | 2001, 2004, 2005 |
| 6     | Știința Bucarest                | 3       | 1960, 1965, 1971 |
| 8     | IEFS Bucarest                   | 2       | 1973, 1974 |
| 8     | Rulmentul Brașov                | 2       | 1981, 2006 |
| 10    | Progresul Bucarest              | 1       | 1959 |
| 10    | CS Mureșul Târgu Mureș          | 1       | 1988 |
| 10    | HCM Baia Mare                   | 1       | 2014 |
| /     | Non décerné                     | 1       | 2020 |
| Total | Total                           | 56 (+1) | 1959-2025 |

## Classement EHF
Le coefficient EHF du championnat pour la saison 2024-2025 est :
| Rang                   | Championnat | Coeff. | Places |
| ---------------------- | ----------- | ------ | ------ |
| 1                      | Norvège     | 240,00 | 1      |
| 2                      | Hongrie     | 182,00 | 1      |
| 3                      | France      | 153,33 | 1      |
| 4                      | Russie      | 133,00 | 0      |
| 5                      | Danemark    | 128,33 | 1      |
| 6                      | Roumanie    | 113,00 | 1      |
| 7                      | Slovénie    | 85,00  | 1      |
| 8                      | Monténégro  | 71,67  | 1      |
| 9                      | Allemagne   | 61,33  | 1      |
| 10 à 50 : aucune place |             |        |        |

| Rang                                   | Championnat | Coeff. | Places |
| -------------------------------------- | ----------- | ------ | ------ |
| 1                                      | Danemark    | 112,00 | 4      |
| 2                                      | Allemagne   | 85,67  | 4      |
| 3                                      | France      | 82,33  | 3      |
| 4                                      | Roumanie    | 73,00  | 3      |
| 5                                      | Hongrie     | 67,00  | 3      |
| 6                                      | Norvège     | 50,33  | 3      |
| 7                                      | Russie      | 44,50  | 0      |
| 8                                      | Pologne     | 28,33  | 3      |
| 9                                      | Croatie     | 20,33  | 3      |
| 10 à 17 : 2 places ; 18 à 31 : 1 place |             |        |        |
| 32 à 50 : 0 place                      |             |        |        |

L'évolution du classement du championnat est :
| Année | 06 | 07 | 08 | 09 | 10 | 11 | 12 | 13 | 14 | 15 | 16 | 17 | 18 | 19 | 20 | 21 | 22 | 23 |
| ----- | -- | -- | -- | -- | -- | -- | -- | -- | -- | -- | -- | -- | -- | -- | -- | -- | -- | -- |
| Rang  | 12 | 7  | 6  | 6  | 3  | 5  | 6  | 5  | 5  | 7  | 5  | 4  | 2  | 3  | 4  | 6  | 6  | 6  |